# 奥里綾子
奥里 綾子（おくざと あやこ、1988年4月18日 - ）は、日本の元バスケットボール選手である。沖縄県出身。176cm、67kg。

## 来歴
宜野湾中学校卒業後、沖縄県立西原高等学校、拓殖大学を経て、2011年、三菱電機に入社。2013年引退。

## 経歴
- 西原高校 - 拓殖大学 - 三菱電機（2011年〜2013年）